# Stone (Buckinghamshire)
Stone is een plaats in het bestuurlijke gebied Aylesbury Vale, in het Engelse graafschap Buckinghamshire met 2.473 inwoners. Stone maakt deel uit van het civil parish Stone with Bishopstone and Hartwell